# Walter Abel

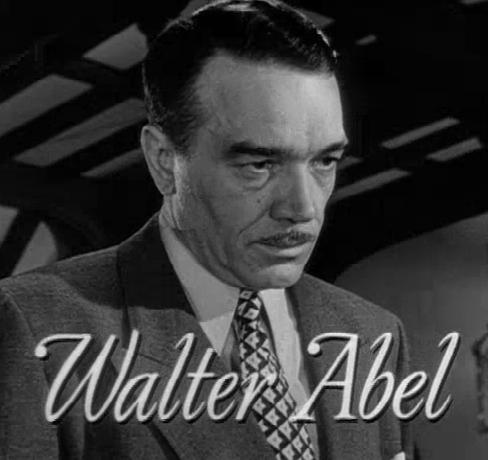
Walter Abel i 13 Rue Madeleine (1947).

Walter Abel, född 6 juni 1898 i Saint Paul, Minnesota, död 26 mars 1987 i Essex, Connecticut, var en amerikansk skådespelare. Han filmdebuterade 1918 och gjorde sin sista filmroll 1984. Abel var även mycket aktiv på Broadway där han medverkade i flera produktioner 1920–1975.

## Filmografi i urval
- 1936 – Fury
- 1937 – En läkares ansvar
- 1940 – Vår flygande reporter
- 1941 – Natten är så kort...
- 1942 – Till sista man
- 1942 – Värdshuset Fritiden
- 1943 – Vi hälsa livet
- 1944 – En kvinnas väg
- 1946 – Grabben från Brooklyn
- 1947 – 13 Rue Madeleine
- 1953 – SOS - vi nödlandar
- 1957 – Regnträdets land
- 1965 – En man försvinner
- 1984 – Grace Quigley